# Asfalto (película de 1981)
Asfalto (título original: Asphalte) es una película francesa de drama de 1981, dirigida por Denis Amar, escrita por Jean-Pierre Petrolacci, musicalizada por Laurent Petitgirard, en la fotografía estuvo Robert Fraisse y los protagonistas son Carole Laure, Jean Yanne y Jean-Pierre Marielle, entre otros. El filme fue realizado por Les Films de l’Epée, Multimédia y Union Générale Cinématographique (UGC); se estrenó el 7 de enero de 1981.

## Sinopsis
Juliette Delors usa el auto de su amante y encuentra entre los papeles que el vehículo figura a nombre de una mujer. Entonces, ella piensa que quizás esté casado, así que va a Montpellier para averiguar la verdad, en la ruta se topa con mucho tráfico. Más adelante, el enorme atasco del que será parte, junto a varias personas más, le transformará la vida.